# Storviken, Norrbotten
Storviken är en sjö i Luleå kommun i Norrbotten och ingår i Råneälven-Altersundets kustområde. Sjön har en area på 0,379 kvadratkilometer och ligger 0 meter över havet.

## Delavrinningsområde
Storviken ingår i det delavrinningsområde (730745-179695) som SMHI kallar för Mynnar i havet. Medelhöjden är 11 meter över havet och ytan är 3,85 kvadratkilometer. Det finns ett avrinningsområde uppströms, och räknas det in blir den ackumulerade arean 4,25 kvadratkilometer. Avrinningsområdets utflöde mynnar i havet. Avrinningsområdet består mestadels av skog (77 procent). Avrinningsområdet har 0,38 kvadratkilometer vattenytor vilket ger det en sjöprocent på 9,7 procent.